# Spinta
In fisica, con spinta si intende la forza di reazione scambiata tra due o più due corpi in base al terzo principio della dinamica. Un esempio è la spinta idrostatica, quantificabile grazie al principio di Archimede.
In ambito aeronautico si definisce spinta la forza generata dalla variazione di quantità di moto di un propellente, quantitativamente descritta dal secondo e terzo principio della dinamica.

## Unità di misura

### Sistema internazionale
Nel Sistema internazionale la spinta si misura in newton (N) ed ha le dimensioni di una massa (M) moltiplicata per una lunghezza (L) divisa per il quadrato del tempo (t).

### Altri sistemi di unità di misura
Nei sistemi di misura anglosassoni la spinta si misura in libbre forza (lbf).

## Definizioni
La spinta è uno dei parametri fondamentali per definire le prestazioni di un motore a reazione e, a seconda della tipologia del propulsore preso in considerazione, è possibile definirne diverse espressioni.

### Spinta di un razzo nel vuoto
La Legge di conservazione della quantità di moto afferma che la quantità di moto di un sistema isolato è costante. Considerando un razzo in moto nello spazio cosmico lontano da qualsiasi fonte di gravità, potremo considerare tale sistema come dinamicamente isolato e quindi sarà valida la: 
{\displaystyle {\vec {Q}}(t)={\vec {Q}}(t+dt)}     con {\displaystyle {\vec {Q}}(t)}, quantità di moto del sistema all'istante iniziale, pari a:
{\displaystyle {\vec {Q}}(t)=m{\vec {v}}}
La quantità di moto del sistema al tempo t+dt è data dalla quantità di moto del razzo più la quantità di moto del propellente eiettato, quindi:
{\displaystyle {\vec {Q}}(t+dt)=(m+dm)({\vec {v}}+d{\vec {v}})-dm({\vec {v}}+{\vec {c}})}
Dove con {\displaystyle {\vec {c}}} si intende la velocità di espulsione del propellente e con {\displaystyle dm} la massa di propellente espulsa (negativa).
Proiettando queste equazioni vettoriali su di un asse parallelo alla direzione della spinta si ottiene scalarmente:
{\displaystyle \ mv=(m+dm)(v+dv)+(-dm)(v-c)}
Eseguendo i prodotti e trascurando gli infinitesimi di ordine superiore si ottiene:
{\displaystyle dv=-c{\frac {dm}{m}}}
Ossia:
{\displaystyle \ mdv=-cdm}
E dividendo a sinistra e a destra per {\displaystyle dt} si ottiene:
{\displaystyle m{\frac {dv}{dt}}=-c{\frac {dm}{dt}}}
Che fornisce appunto il valore della spinta impressa al razzo all'istante t.
In linea generale quindi se la velocità di espulsione è costante ed è costante la portata di massa espulsa, il valore della spinta propulsiva vale:
{\displaystyle F={\dot {m}}c}

### Spinta di un esoreattore
In un esoreattore, a differenza di quanto accade in un razzo, il fluido propulsivo è principalmente costituito dall'aria che viene introdotta nel motore, elaborata ed espulsa. Introducendo il principio di conservazione della massa nelle formule della conservazione della quantità di moto per il volume di controllo che contiene il motore, si ottiene l'espressione della spinta (anche detta "spinta non installata") come:
{\displaystyle F={\dot {m}}_{e}u_{e}-{\dot {m}}_{a}V_{0}+(p_{e}-p_{a})A_{e}}
dove:
{\displaystyle {\dot {m}}_{a}} è la portata massica dell'aria entrante nel motore
{\displaystyle {\dot {m}}_{e}} è la portata in massa del fluido uscente dal motore (aria + prodotti di combustione)
{\displaystyle \ u_{e}} è la velocità di uscita del fluido dall'ugello di scarico del motore
{\displaystyle \ V_{0}} è la velocità di volo
{\displaystyle \ (p_{e}-p_{a})A_{e}} è il termine dovuto alla differenza di pressione tra la pressione atmosferica e quella di efflusso del fluido moltiplicata per l'area della sezione di uscita dell'ugello.

### Propulsori ad elica
Nel caso di un'elica la spinta prodotta è data dalla variazione di quantità di moto impartita alla massa di aria elaborata dall'elica stessa. Applicando la teoria del disco attuatore, si può anche qui sfruttare il principio di conservazione della quantità di moto per avere una quantificazione della spinta. In questo caso l'espressione della spinta dell'elica assume la forma:
{\displaystyle F={\dot {m}}_{el}(u_{w}-V_{0})}
dove
{\displaystyle {\dot {m}}_{el}} è la portata in massa dell'aria elaborata dall'elica
{\displaystyle \ u_{w}} è la velocità a valle dell'elica (impressa dall'elica all'aria elaborata)
{\displaystyle \ V_{0}} è la velocità di volo